# Macaranga gigantea
Espèce
Macaranga gigantea est une espèce de plantes à fleurs de la famille des Euphorbiaceae. C'est un arbre des régions tropicales d'Asie du Sud-Est.

## Synonymes
- Macaranga incisa Gage
- Macaranga megalophylla (Mull.Arg) Mull.Arg.
- Macaranga rugosa (Mull.Arg.) Mull.Arg.
- Mappa gigantea Reichb.f. & Zoll.
- Mappa macrophylla Kurz ex Teijsm. & Binn.[Illegitimate]
- Mappa megalophylla Mull.Arg.
- Mappa rugosa Mull.Arg.
- Rottlera gigantea (Rchb.f. & Zoll.) Rchb.f. & Zoll. ex Kurz
- Tanarius giganteus (Rchb.f. & Zoll.) Kuntze
- Tanarius megallophyllus (Müll.Arg.) Kuntze
- Tanarius rugosus (Müll.Arg.) Kuntze

## Description
- Arbre pouvant atteindre une hauteur de 28 mètres de haut.
- Grandes feuilles alternes trilobées.
- Fleurs verdâtres, 5 mm de diamètre.

## Répartition
Forêt mixte à dipterocarpaceae depuis la Birmanie, Thaïlande, Malaisie, Indonésie jusqu'aux Célèbes.

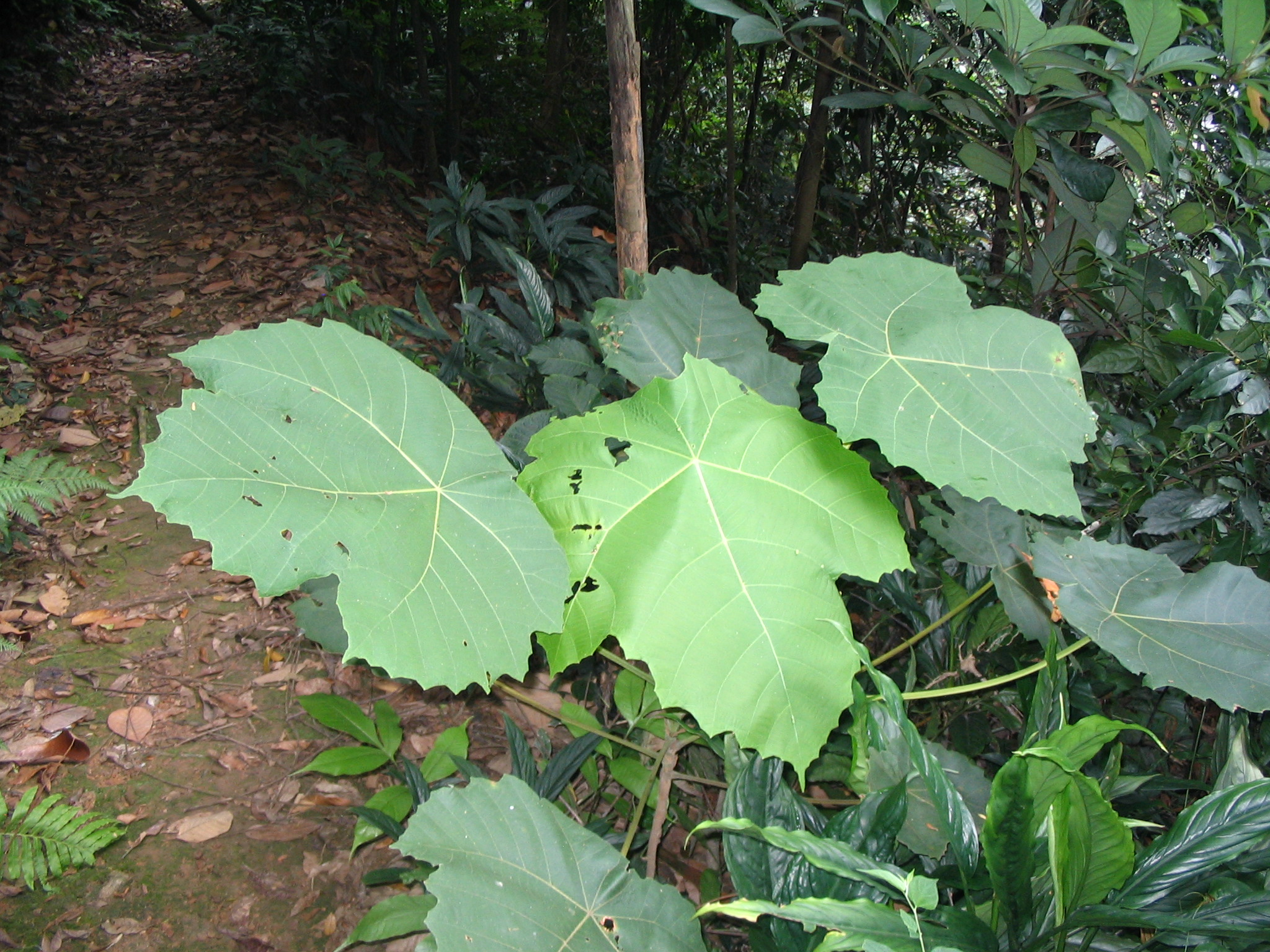
Feuilles de Macaranga gigantea.